# Paranormal Activity - Dimensione fantasma
Paranormal Activity - Dimensione fantasma (Paranormal Activity: The Ghost Dimension) è un film del 2015 diretto da Gregory Plotkin. 
Film in stile falso documentario, sequel di Paranormal Activity 4.

## Trama
Il film riprende il finale di Paranormal Activity 3: Katie e Kristi vengono portate dinanzi ad un Maestro, che parla loro del demone Toby e del loro futuro ruolo.
Nel 2013, Ryan Fleege, sua moglie Emily e Leila, la loro figlia di sei anni, stanno per celebrare il Natale, quando arriva Mike, il fratello di Ryan, che ha rotto con la sua fidanzata. Questi trova una scatola con vecchie videocassette datate dal 1988 al 1992, che mostrano Katie e Kristi con la loro madre e il suo compagno Dennis, e mentre provano i loro poteri sovrannaturali col misterioso Maestro, che le rendono capaci di percepire che Mike e Ryan le stanno guardando.
Si cominciano a percepire delle presenze spirituali, per cui si decide di registrare tutto ciò che avviene di notte.
Una notte, una figura nera emerge dal terreno e aleggia su Leila per diverse ore, e alla fine parla con essa. La notte successiva, Ryan registra Leila che dorme, ma uno spirito oscuro e demoniaco appare e lo costringe a lasciare la telecamera. Il giorno dopo, Ryan ed Emily escono per la notte e lasciano Skyler e Mike a prendersi cura di Leila. Dopo aver sperimentato l'entità all'esterno, scoprono una lastra di cemento nel terreno con i nomi di Katie e Kristi e l'anno 1987 inciso in esso. Scoprono che la loro casa è costruita sulla stessa proprietà in cui vivevano Katie e Kristi prima che la loro casa venisse bruciata nel 1992.
Viene chiamato Padre Todd, che viene attaccato da Leila. Indagando su Toby, Ryan scopre che la setta ha ucciso una famiglia in Nevada (come visto in Paranormal Activity 4), legata ad un ragazzo di nome Hunter, figlio di Kristi, nato lo stesso giorno di Leila e mostrato in uno dei video datato 1992, alcuni anni prima che fosse nato. Si scopre inoltre che il sangue di Leila è necessario per completare la trasformazione di Toby in un essere fisico. Una notte, l'interazione di Leila con Toby la porta ad aprire una porta verso un altro regno in cui scompare per un po'.
Torna Padre Todd per tentare di intrappolare il demone, che reagisce scuotendo la casa, manifestandosi e uccidendo tutti tranne Leila e la madre, che la segue nel passaggio demoniaco. Qui infine Emily viene strangolata da un Toby in carne ed ossa.
Nel finale alternativo, durante il rituale Toby viene apparentemente sconfitto. Quattro mesi dopo, la famiglia si è trasferita in una nuova casa e tra le loro cose trovano una delle cassette, che viene prontamente distrutta. A questo punto, Leila saluta assieme alle sue amiche Katie e Kristi. In seguito, al compleanno di Leila, scopriamo Emily incinta e l'uomo dei rituali partecipare alla festa.

## Distribuzione
La prima pubblicazione della pellicola è avvenuta il 21 ottobre 2015 nel Regno Unito, mentre è stato distribuito nelle sale americane il 23 ottobre dello stesso anno. In Italia è uscito in versione home video il 16 febbraio 2016.

## Ordine dei film
Ordine cronologico nella finzione:
1. Paranormal Activity
2. Paranormal Activity 2
3. Paranormal Activity 3
4. Paranormal Activity 4
5. Il segnato
6. Paranormal Activity - Dimensione fantasma

Ordine temporale:
1. Paranormal Activity 3
2. Paranormal Activity 2
3. Paranormal Activity
4. Paranormal Activity 4
5. Il segnato
6. Paranormal Activity - Dimensione fantasma